# إيبرهارد فريتاج
إيبرهارد فريتاج (بالألمانية: Eberhard Freitag)‏ هو رياضياتي ألماني، ولد في 19 مايو 1942 في مولآكر في ألمانيا.